# Rumex fallacinus
Rumex fallacinus är en slideväxtart som beskrevs av Heinrich Carl Haussknecht. Rumex fallacinus ingår i släktet skräppor, och familjen slideväxter. Inga underarter finns listade i Catalogue of Life.